# Patagomaia
Patagomaia is een geslacht van uitgestorven zoogdieren uit de infraklasse Theria. De typesoort is Patagomaia chainko, die tijdens het Laat-Krijt in Zuid-Amerika leefde.

## Fossiele vondst
Van Patagomaia zijn een delen van de ellepijp, het bekken en achterpoten gevonden in de Chorrillo-formatie in Argentinië, die dateert uit het Maastrichtien. Het dier deelde zijn leefgebied met onder meer dinosauriërs en het vogelbekdier Patagorhynchus.
De geslachtsnaam verwijst naar vindplaats Patagonië en "maia", Grieks voor "moeder". De soortnaam betekent "groot bot" in de inheemse taal Aonikenk.

## Kenmerken
Patagomaia had een geschat gewicht van 14 kg. Hiermee behoort het dier tot de grootst bekende Mesozoïsche zoogdieren. Repenomamus giganticus was van vergelijkbaar formaat.

## Verwantschap
Patagomaia behoort tot een zijtak binnen de Theria en het is onverwant aan de buideldierachtigen en placentadieren die in het Paleoceen in Zuid-Amerika verschenen.